# The Next Day
The Next Day är ett musikalbum av David Bowie som gavs ut i mars 2013 på Bowies eget skivbolag Iso Records, distribuerat av Columbia Records. Det var hans första studioalbum sedan 2003 års Reality. Den 8 januari 2013, det vill säga på Bowies 66:e födelsedag, publicerades information om albumet på Bowies hemsida, samtidigt som den första singeln "Where Are We Now?" släpptes. Låten blev med en sjätte plats på UK Singles Chart Bowies största singelframgång i Storbritannien sedan 1986 års "Absolute Beginners". I låten nämns ett flertal platser och händelser i Berlin där Bowie tillbringade mycket tid under 1970-talet, men det är aldrig helt klart om låten är självbiografisk eller inte. Som andra singel släpptes "The Stars (Are Out Tonight)" med en tillhörande musikvideo.
Bowies långvarige producent Tony Visconti har sagt att Bowie jobbat i hemlighet med albumet i två år. Albumets skivomslag består av omslaget till albumet "Heroes" från 1977, men med Bowies ansikte dolt av en vit ruta med texten "The Next Day".

## Mottagande
Albumet bemöttes till stor del mycket positivt av musikkritiker. Det fick högsta betyg i tidningarna The Daily Telegraph och The Independent (där skivan omnämns som "det bästa comeback-albumet någonsin inom rockmusiken") Albumet tilldelades även 4/5 stjärnor i The Guardian, Rolling Stone, och The Times. Allmusic var lite mer kallsinniga i sin recension och kallade albumet för "välpolerad nostalgi", och menade att albumet inte var så nyskapande. I flera av recensionerna påpekas att albumet påminner om de album Bowie släppte under 1970-talets andra hälft. Albumet blev hans första att toppa brittiska albumlistan sedan 1993 års Black Tie/White Noise. Albumet nådde förstaplats på flera andra europeiska länders topplistor. I Tyskland fick Bowie sin första listetta med albumet. Bowie toppade även den svenska albumlistan med The Next Day, något han inte gjort sedan 1983 års Let's Dance, 30 år tidigare.

## Låtlista
1. "The Next Day" - 3:51
2. "Dirty Boys" - 2:58
3. "The Stars (Are Out Tonight)" - 3:56
4. "Love Is Lost" - 3:57
5. "Where Are We Now?" - 4:08
6. "Valentine's Day" - 3:01
7. "If You Can See Me" - 3:15
8. "I'd Rather Be High" - 3:53
9. "Boss of Me" - 4:09
10. "Dancing Out in Space" - 3:24
11. "How Does the Grass Grow?" - 4:33
12. "(You Will) Set the World On Fire" - 3:30
13. "You Feel So Lonely You Could Die" - 4:41
14. "Heat" - 4:25

## Listplaceringar
- Billboard 200, USA: #2[9]
- UK Albums Chart, Storbritannien: #1[1]
- Tyskland: #1[10]
- Nederländerna: #1[11]
- Finland: #1[12]
- Danmark: #1[13]
- VG-lista, Norge: #1[14]
- Topplistan, Sverige: #1[15]